# Pomník Nové dějiny (Jáchymov)
Pomník Nové dějiny (také Pomník osvobození nebo Pomník Republiky) je pomník v Jáchymově v okrese Karlovy Vary, který byl postaven v roce 1947.

## Historie
Pro jeho stavbu použita terasa a schodiště původního památníku Obětí prusko-rakouské války. Na přední straně je kovová deska s barveným československým státním znakem. Na podstavci je osazena stylizovaná rozevřená kniha s českým věnovacím nápisem na listech: „NOVÉ DĚJINY 5. - 9. V. 1945“.
Byl vybudován Sborem dobrovolných hasičů na návrh tehdejšího starosty (velitele) sboru Vobra a předán 28. října 1947. Za město jej převzal starosta Jan Šnorek.